# Плавання на літніх Олімпійських іграх 2020 — 200 метрів комплексом (чоловіки)
Змагання з плавання на 200 метрів комплексом серед чоловіків на літніх Олімпійських іграх 2020 відбувалися з 28 до 30 липня 2021 року в Олімпійському центрі водних видів спорту. Це була дванадцята поява цієї дисципліни на Олімпійських іграх. Уперше її провели в 1968 і 1972 роках, а потім на кожній Олімпіаді починаючи з 1984 року.

## Рекорди
Перед цими змаганнями чинні світовий і олімпійський рекорди були такими:
| Світовий рекорд     | Раян Лохте (USA)  | 1:54.00 | Шанхай, Китайська Народна Республіка | 28 липня 2011  | [ 2 ] [ 3 ] |
| Олімпійський рекорд | Майкл Фелпс (USA) | 1:54.23 | Пекін, Китайська Народна Республіка  | 15 серпня 2008 | [ 4 ]       |

## Кваліфікація
Олімпійський кваліфікаційний норматив для цієї дисципліни становить 1 хвилина 59,67 секунди. За цим нормативом від кожного Національного олімпійського комітету (NOC) можуть автоматично кваліфікуватися щонайбільше два плавці, виконавши його на затверджених кваліфікаційних змаганнях. Норматив олімпійського відбору становить 2 хвилини 3,26 секунди. За цим нормативом від кожного НОК може кваліфікуватися щонайбільше один плавець, що посідає досить високе місце у світовому рейтингу, поки не буде вичерпано квоту для всіх плавальних дисциплін. НОК, що ще не має плавця в жодній дисципліні, може скористатися зі свого права на універсальну квоту.

## Формат змагань
Змагання складаються з трьох раундів: попередні запливи, півфінали та фінал. Плавці, що показали 16 найкращих результатів у попередніх запливах, виходять до півфіналів. Плавці, що показали 8 найкращих результатів у півфіналах, виходять до фіналу. У тому разі, коли на останнє місце потрапляння до півфіналів чи фіналу претендують два чи більше плавця з однаковим часом, передбачено перепливання.

## Розклад
Змагання тривають три дні, кожний раунд наступного дня.
Часовий пояс - японський стандартний час (UTC + 9)
| Дата     | Час   | Раунд             |
| -------- | ----- | ----------------- |
| 28 липня | 19:54 | Попередні запливи |
| 29 липня | 12:08 | Півфінали         |
| 30 липня | 11:16 | Фінал             |

## Результати

### Попередні запливи
Плавці, що показали 16 найкращих результатів незалежно від запливу, виходять до півфіналу.
| Місце | Заплив | Доріжка | Плавець              | Країна                             | Час     | Примітки |
| ----- | ------ | ------- | -------------------- | ---------------------------------- | ------- | -------- |
| 1     | 6      | 4       | Майкл Ендрю          | США (USA)                          | 1:56.40 | Q        |
| 2     | 6      | 3       | Жеремі Депланш       | Швейцарія (SUI)                    | 1:56.89 | Q        |
| 3     | 6      | 1       | Льюїс Клербурт       | Нова Зеландія (NZL)                | 1:57.27 | Q        |
| 4     | 5      | 3       | Чейз Каліш           | США (USA)                          | 1:57.38 | Q        |
| 5     | 6      | 2       | Хаґіно Косуке        | Японія (JPN)                       | 1:57.39 | Q        |
| 5     | 6      | 5       | Данкан Скотт         | Велика Британія (GBR)              | 1:57.39 | Q        |
| 7     | 5      | 5       | Ван Шунь             | Китай (CHN)                        | 1:57.42 | Q        |
| 8     | 5      | 6       | Альберто Радзетті    | Італія (ITA)                       | 1:57.46 | Q        |
| 9     | 4      | 4       | Мітч Ларкін          | Австралія (AUS)                    | 1:57.50 | Q        |
| 10    | 4      | 7       | Ласло Чех            | Угорщина (HUN)                     | 1:57.51 | Q        |
| 11    | 4      | 5       | Уго Гонсалес         | Іспанія (ESP)                      | 1:57.61 | Q        |
| 12    | 3      | 7       | Томое Дзенімото Гвас | Норвегія (NOR)                     | 1:57.64 | Q        |
| 13    | 4      | 3       | Філіп Хайнц          | Німеччина (GER)                    | 1:57.72 | Q        |
| 14    | 5      | 2       | Андрій Жилкін        | Олімпійський комітет Росії (ROC)   | 1:57.94 | Q        |
| 15    | 4      | 2       | Метью Сейтс          | ПАР (RSA)                          | 1:58.08 | Q        |
| 16    | 5      | 4       | Сето Дайя            | Японія (JPN)                       | 1:58.15 | Q        |
| 17    | 4      | 1       | Фінлай Нокс          | Канада (CAN)                       | 1:58.29 |          |
| 18    | 5      | 1       | Леон Маршан          | Франція (FRA)                      | 1:58.30 |          |
| 19    | 6      | 7       | Каю Пумпутіс         | Бразилія (BRA)                     | 1:58.36 |          |
| 20    | 6      | 6       | Хуберт Кош           | Угорщина (HUN)                     | 1:58.47 |          |
| 21    | 4      | 8       | Габріел Лопес        | Португалія (POR)                   | 1:58.56 |          |
| 22    | 3      | 4       | Брендон Сміт         | Австралія (AUS)                    | 1:58.57 |          |
| 23    | 3      | 6       | Якоб Хайдтманн       | Німеччина (GER)                    | 1:58.80 |          |
| 24    | 5      | 8       | Андреас Вазайос      | Греція (GRE)                       | 1:58.84 |          |
| 25    | 2      | 5       | Вінісіус Ланса       | Бразилія (BRA)                     | 1:58.92 |          |
| 26    | 4      | 6       | Цінь Хайян           | Китай (CHN)                        | 1:58.95 |          |
| 26    | 3      | 1       | Рон Полонський       | Ізраїль (ISR)                      | 1:58.95 |          |
| 28    | 6      | 8       | Алексіс Сантуш       | Португалія (POR)                   | 1:59.32 |          |
| 29    | 3      | 5       | Максим Ступін        | Олімпійський комітет Росії (ROC)   | 1:59.39 |          |
| 30    | 2      | 1       | Ар'ян Кніппінґ       | Нідерланди (NED)                   | 1:59.44 |          |
| 30    | 2      | 4       | Гал Коен Грумі       | Ізраїль (ISR)                      | 1:59.44 |          |
| 32    | 3      | 8       | Бернгард Райтсгаммер | Австрія (AUT)                      | 1:59.56 |          |
| 33    | 3      | 3       | Данас Рапшис         | Литва (LTU)                        | 1:59.90 |          |
| 34    | 5      | 7       | Джо Літчфілд         | Велика Британія (GBR)              | 2:00.11 |          |
| 35    | 2      | 6       | Апостолос Папастамос | Греція (GRE)                       | 2:00.38 |          |
| 36    | 2      | 7       | Томас Перібоніо      | Еквадор (ECU)                      | 2:00.62 |          |
| 37    | 3      | 2       | Ван Син Хао          | Китайський Тайбей (TPE)            | 2:00.72 |          |
| 38    | 2      | 2       | Хосе Анхель Мартінес | Мексика (MEX)                      | 2:01.34 |          |
| 39    | 2      | 8       | Джерод Арройо        | Пуерто-Рико (PUR)                  | 2:01.92 |          |
| 40    | 1      | 3       | Тайлер Крістіансон   | Панама (PAN)                       | 2:02.70 |          |
| 41    | 1      | 6       | Мунзер Каббара       | Ліван (LBN)                        | 2:03.08 |          |
| 42    | 2      | 3       | Рафаель Стаккіотті   | Люксембург (LUX)                   | 2:03.17 |          |
| 43    | 1      | 4       | Кінан Долс           | Ямайка (JAM)                       | 2:04.29 |          |
| 44    | 1      | 5       | Крістоф Маєр         | Ліхтенштейн (LIE)                  | 2:04.34 |          |
| 45    | 1      | 2       | Тасі Лімтіако        | Федеративні Штати Мікронезії (FSM) | 2:07.69 |          |

### Півфінали
Плавці, що показали 8 найкращих результатів незалежно від запливу, виходять до фіналу.
| Місце | Заплив | Доріжка | Плавець              | Країна                           | Час     | Примітки |
| ----- | ------ | ------- | -------------------- | -------------------------------- | ------- | -------- |
| 1     | 2      | 6       | Ван Шунь             | Китай (CHN)                      | 1:56.22 | Q        |
| 2     | 1      | 3       | Данкан Скотт         | Велика Британія (GBR)            | 1:56.69 | Q        |
| 3     | 1      | 8       | Сето Дайя            | Японія (JPN)                     | 1:56.86 | Q        |
| 4     | 2      | 4       | Майкл Ендрю          | США (USA)                        | 1:57.08 | Q        |
| 5     | 1      | 4       | Жеремі Депланш       | Швейцарія (SUI)                  | 1:57.38 | Q        |
| 6     | 2      | 3       | Хаґіно Косуке        | Японія (JPN)                     | 1:57.47 | Q        |
| 7     | 2      | 5       | Льюїс Клербурт       | Нова Зеландія (NZL)              | 1:57.55 | Q        |
| 8     | 1      | 2       | Ласло Чех            | Угорщина (HUN)                   | 1:57.64 | Q        |
| 9     | 1      | 6       | Альберто Радзетті    | Італія (ITA)                     | 1:57.70 |          |
| 10    | 2      | 2       | Мітч Ларкін          | Австралія (AUS)                  | 1:57.80 |          |
| 11    | 2      | 7       | Уго Гонсалес         | Іспанія (ESP)                    | 1:57.96 |          |
| 12    | 1      | 5       | Чейз Каліш           | США (USA)                        | 1:58.03 |          |
| 13    | 2      | 1       | Філіп Хайнц          | Німеччина (GER)                  | 1:58.13 |          |
| 14    | 2      | 8       | Метью Сейтс          | ПАР (RSA)                        | 1:58.75 |          |
| 15    | 1      | 1       | Андрій Жилкін        | Олімпійський комітет Росії (ROC) | 1:59.05 |          |
| 16    | 1      | 7       | Томое Дзенімото Гвас | Норвегія (NOR)                   | 2:00.21 |          |

### Фінал
| Місце | Доріжка | Ім'я           | Країна                | Час     | Примітки |
| ----- | ------- | -------------- | --------------------- | ------- | -------- |
| 1     | 4       | Ван Шунь       | Китай (CHN)           | 1:55.00 | AS       |
| 2     | 5       | Данкан Скотт   | Велика Британія (GBR) | 1:55.28 |          |
| 3     | 2       | Жеремі Депланш | Швейцарія (SUI)       | 1:56.17 |          |
| 4     | 3       | Сето Дайя      | Японія (JPN)          | 1:56.22 |          |
| 5     | 6       | Майкл Ендрю    | США (USA)             | 1:57.31 |          |
| 6     | 7       | Хаґіно Косуке  | Японія (JPN)          | 1:57.49 |          |
| 7     | 8       | Ласло Чех      | Угорщина (HUN)        | 1:57.68 |          |
| 8     | 1       | Льюїс Клербурт | Нова Зеландія (NZL)   | 1:57.70 |          |